# Allianz
Allianz SE ([aliˈants]), «Алльянц СЕ» — крупнейшая немецкая страховая компания и одна из крупнейших в мире, входящая в список системно значимых для мировой экономики. В 2021 году компания занимала 38 место в Fortune Global 500. Компания — компонент фондового рынка Европейского индекса Stoxx 50.

## История
Страховая компания «Алльянц» была основана в 1890 году в Берлине. В качестве учредителей фигурировали все члены наблюдательного совета Мюнхенского перестраховочного общества, глава правления Мюнхена Карл фон Tиме, существенно ускоривший проект, депутат рейхстага Хамахер, промышленник Люг (Lüg), а также Deutsche Bank. Акционерный капитал «Алльянц» на момент основания составил 4 млн рейхсмарок.
Уже в 1893 году был открыт первый зарубежный филиал — в Лондоне. В 1895 году впервые началась торговля акциями Allianz на Берлинской фондовой бирже.
В 1906 году Allianz выдержал серьёзное финансовое испытание, возмещая финансовые потери, понесенные страхователями в результате землетрясения в Сан-Франциско. Также в апреле 1912 года Allianz выплачивает страховую компенсацию понесшим серьёзные потери в результате катастрофы «Титаника».
С 1918 года компания начала заниматься автострахованием, а в 1922 году было основано дочернее общество Allianz Lebensversicherungs-AG, специализирующееся на страховании жизни. В 1920-х годах по Германии прокатилась волна слияний и Allianz приобрёл несколько других страховых компаний, в частности, Франкфуртскую страховую компанию и Баварский страховой банк, до XX века работавшие на рынке полуавтономно.
В 1932 году Allianz открывает лабораторию для исследования повреждений различных материалов, которая впоследствии разрослась в Центр техники Allianz. Целью создания лаборатории было получение знаний о возможных рисках и ущербах, и предоставление этих данных компаниям, заинтересованным в минимизации рисков.
С 1933 по 1945 год Allianz обеспечивала страхование Национал-социалистической рабочей партии Германии и занималась новыми сферами деятельности, в том числе взятием под свой контроль еврейских домов страхования, т. н. «аризацией». Кроме того здания и персонал в Освенциме и Дахау были также застрахованы в Allianz. В 2008 году Allianz подвергся жёсткой критике за свою деятельность во время правления нацистского режима.
После окончания Второй мировой войны и блокады Берлина в 1949 году штаб-квартира Allianz была перенесена в Мюнхен, а дочерней компании по страхованию жизни — в Штутгарт. Одним из первых Allianz начал применять компьютерную систему обработки данных. Для этого использовался компьютер от IBM, занимавший целый машинный зал, а данные записывались на специальные перфокарты. В 1958 появился знаменитый рекламный девиз «Allianz страхует с надеждой», который можно было увидеть даже на спичечных коробках. В следующем году Allianz вновь начинает международную экспансию, сначала в европейские страны: Великобританию, Нидерланды, Испанию. Позже Allianz начал свою деятельность за океаном и открыл филиалы в США и Бразилии. Однако в первое время его дела в США шли не столь хорошо из-за острой конкуренции с несколькими крупными американскими компаниями (в том числе AIG). Allianz приобретал в этих странах страховые компании и преобразовывал их в свои филиалы.

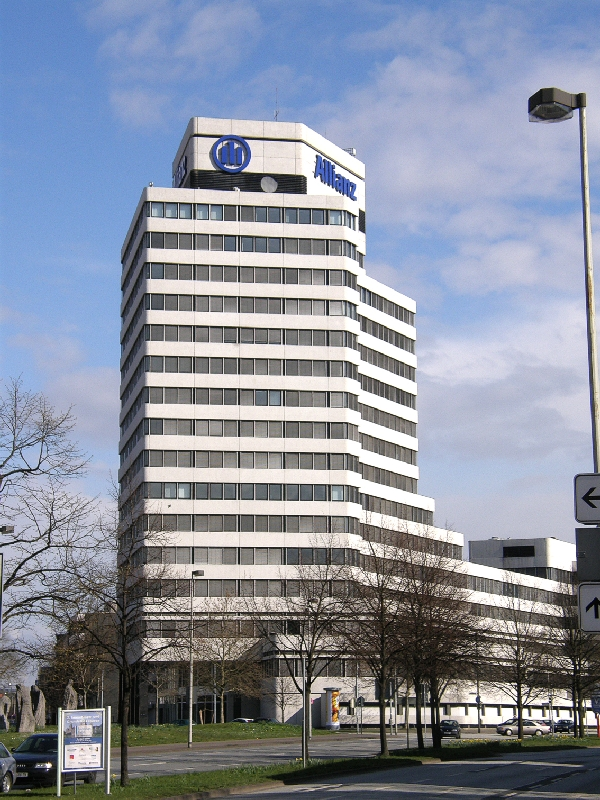
Офис Allianz в Ганновере

В 1970-х годах компания начала сокращать численность персонала и сделала одним из основных направлений коммерческое страхование. В 1985 году компания Allianz была преобразована в международный страховой холдинг. Столетний юбилей компания отметила покупкой за 1,1 млрд долларов калифорнийской страховой компании Firemen’s Fund Insurance Company of Novat, что учетверило выручку Allianz в США.
В 1990 году Allianz купил государственного страховщика ГДР (незадолго до её воссоединения с ФРГ). Также в 1990-м году Allianz начинает свою деятельность в Восточной Европе, купив крупнейшую страховую компанию Венгрии, а также экспансию в Азию, создав дочерние компании в Японии и Индонезии и открыв филиалы в Китае, а также небольшой филиал в Австралии.
В 1994 году с покупкой Vereinte Versicherung (страховая группа) Allianz вышла на рынок медицинского страхования Германии. В 1997 году, купив 51 % акций «Assurance General des France», Allianz становится крупнейшей страховой группой в мире. В 1998 году было создана подразделение управления активами, через два года оно было укреплено покупкой калифорнийской компании PIMCO с активами под управлением 256 млрд долларов.
В 2001 году Allianz впервые за всю свою историю терпит убытки, размер которых составил 1,2 млрд евро. Основными причинами убыточности деятельности компании в 2001 году стали события 11 сентября, рост страховых выплат в связи со стихийными бедствиями в Центральной Европе, а также убытки из-за кризиса на международных финансовых рынках и присоединения Dresdner Bank.
В мае 2002 года была создана компания Auto World Ltd, рынок подержанных авто с предложением в 1,6 млн автомобилей. В 2004 году Allianz вышел на российский рынок управления активами. В мае 2005 года Allianz начал предлагать заключение договоров страхования автомобилей через интернет.
В 2006 году материнская компания группы Allianz изменила свою организационно-правовую форму — из германского акционерного общества (нем. AG — Aktiengeselschaft) была преобразована в европейское акционерное общество (лат. Societas Europaea, сокращённо — SE) и стала именоваться Allianz SE.
C 2007 года Allianz владеет 99,9 % акций российской страховой компании «РОСНО». Также примерно в это же время Allianz приобретает другую российскую страховую компанию — «Прогресс-Гарант». В 2011 году Allianz принимает решение о консолидации ряда российских компаний-отделений Группы, и с 2012 года объединённая компания ОАО СК «Альянс» ведёт свою деятельность в России в качестве местного отделения группы Allianz в рамках единого глобального бренда.
В ноябре 2008 года Allianz продал Dresdner Bank Commerzbank.

## Деятельность
Деятельность группы Allianz включает преимущественно рисковое и накопительное страхование и управление активами. Также в сфере деятельности группы и банковское дело. На 2017 год группа Allianz состояла из 600 дочерних компаний более чем в 70 странах мира, в которых работают 140 тысяч штатных сотрудников и 500 тысяч страховых агентов. Allianz обслуживает более 88 миллионов клиентов во всем мире, и его услуги включают страхование имущества и от несчастных случаев, страхование жизни и медицинское страхование, а также управление активами. В списке Forbes Global 2000 за 2018 год группа заняла 22 место.
Регионы страховой деятельности группы:
- Центральная и Восточная Европа — Германия, Швейцария, Австрия, Болгария, Венгрия, Польша, Россия, Румыния, Словакия, Украина, Хорватия, Чехия
- Запад и юг Европы и Азия — Италия, Греция, Турция, Франция, Бельгия, Нидерланды, Люксембург, КНР, Гонконг, Индия, Индонезия, Лаос, Малайзия, Пакистан, Сингапур, Таиланд, Тайвань, Филиппины, Шри-Ланка, Япония
- Иберия и Латинская Америка — Испания, Португалия, Аргентина, Бразилия, Колумбия, Мексика, также сюда относятся дочерние компании Allianz Partners и Allianz Direct
- США — страхование жизни, выручка 9,9 млрд евро в 2020 году.
- другие — Великобритания, Австралия, Ирландия, Египет, Ливан, Саудовская Аравия, Камерун, Республика Конго, Гана, Кот-д’Ивуар, Кения, Мадагаскар, Марокко, Нигерия, Сенегал, также сюда относятся Allianz Global Corporate & Specialty, Euler Hermes и перестрахование

Управление активами — США, Канада, Бразилия, Германия, Франция, Австрия, Италия, Ирландия, Люксембург, Швейцария, Испания, Бельгия, Нидерланды, Великобритания, Швеция, Япония, Гонконг, Тайвань, Сингапур, КНР, Австралия; выручка 7,3 млрд евро, активы под управлением составили 2,389 трлн евро.
Банковские услуги предоставляются в Болгарии, Италии и Франции.
Основными источниками выручки являются страховые премии (75,7 млрд евро в 2020 году), чистый процентный доход (20,4 млрд евро), комиссионный доход (12 млрд евро) и инвестиционный доход (10,3 млрд). Активы на конец 2020 года составили 1,06 трлн евро, из них 657 млрд пришлось на инвестиции (283 млрд — корпоративные облигации, 244 млрд — гособлигации), 111 млрд на выданные кредиты; основная статья пассивов — резервы по страховым и инвестиционным контрактам (611 млрд евро). В группе работает 150 тысяч человек, из них 40 тысяч в Германии.
В 2017 году компания заняла 5-е место среди крупнейших инвестиционных компаний мира (после четырёх американских) по размеру активов под управлением ($2,358 трлн).
В России Allianz является учредителем ЗАО «Страховая акционерная компания „Альянс“» (первая иностранная страховая компания на российском рынке, существует с 1990 года). До 2012 года в группу Allianz входили:
- универсальная страховая компания «Альянс»;
- СК «Альянс РОСНО Жизнь», предоставляющая услуги долгосрочного страхования жизни и пенсионного страхования;
- управляющая компания «Альянс Investments»;
- один из лидеров рынка медицинского страхования Северо-Запада России — СК «Медэкспресс»;
- страховая группа «Прогресс».

С апреля 2012 года страховые компании РОСНО, Прогресс-Гарант и САК «Альянс» были объединены в одну компанию — ОАО СК «Альянс».

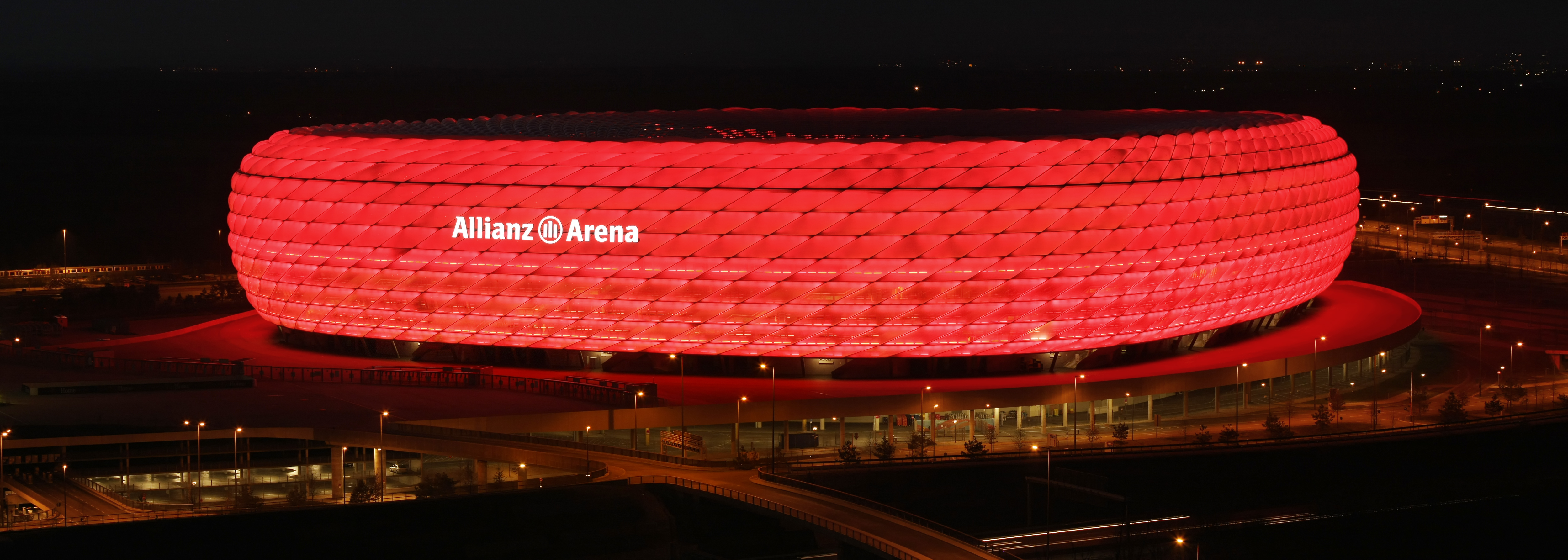
Алльянц Арена

В странах СНГ группа представлена дочерними компаниями на Украине, открыто представительство в Азербайджане.
|                     | 2001  | 2002   | 2003  | 2004  | 2005  | 2006  | 2007  | 2008   | 2009  | 2010  | 2011  | 2012  | 2013  | 2014  | 2015  | 2016  | 2017  | 2018  | 2019  | 2020  |
| ------------------- | ----- | ------ | ----- | ----- | ----- | ----- | ----- | ------ | ----- | ----- | ----- | ----- | ----- | ----- | ----- | ----- | ----- | ----- | ----- | ----- |
| Оборот              | 95,96 | 107,8  | 101,7 | 95,63 | 95,32 | 99,91 | 92,31 | 91,42  | 90,51 | 96,17 | 96,49 | 101,8 | 101,4 | 103,2 | 110,8 | 110,5 | 109,6 | 107,4 | 116,5 | 119,5 |
| Чистая прибыль      | 1,623 | -1,167 | 1,890 | 2,199 | 4,380 | 7,021 | 7,966 | -2,444 | 4,255 | 5,209 | 2,804 | 5,491 | 6,343 | 6,603 | 6,987 | 7,250 | 7,207 | 7,703 | 8,302 | 7,133 |
| Активы              | 942,9 | 852,1  | 935,9 | 994,7 | 989,3 | 1053  | 1061  | 955,6  | 583,7 | 624,9 | 641,5 | 694,6 | 711,1 | 805,8 | 848,9 | 883,8 | 901,3 | 897,6 | 1011  | 1060  |
| Собственный капитал | 31,66 | 21,77  | 28,59 | 30,83 | 47,10 | 56,89 | 51,38 | 37,25  | 42,23 | 46,56 | 47,25 | 56,22 | 52,85 | 63,70 | 66,10 | 70,39 | 68,60 | 63,68 | 77,36 | 84,59 |

## Руководство
Оливер Бэте (нем. Oliver Bäte) — председатель правления и главный управляющий директор (CEO) с мая 2015 года. В компании с 2008 года, до этого, с 1993 по 2007 год, был в McKinsey & Company. Окончил Университет Кёльна и школу бизнеса Леонарда Штерна при университете Нью-Йорка. Председателем Совета директоров является Михаэль Дикманн.

## Социальная политика
В 1999 году компания выступила спонсором сооружения Molecule Man.
Компания приобрела сроком на 30 лет права на название домашнего футбольного стадиона «Баварии Мюнхен» — Альянц Арена.